# Bastilla absentimacula
Bastilla absentimacula  là một loài bướm đêm thuộc họ Erebidae. Nó được tìm thấy ở tiểu vùng Ấn Độ tới Đài Loan và New Guinea.
Sải cánh dài khoảng 60 mm.
Ấu trùng ăn các loài Phyllanthus.